# Malayotyphlops manilae
Malayotyphlops manilae är en ormart som beskrevs av Taylor 1919. Malayotyphlops manilae ingår i släktet Malayotyphlops och familjen maskormar. Inga underarter finns listade i Catalogue of Life.
Denna orm förekommer i Filippinerna där den antagligen hittades på Luzon. Informationer angående artens ekologi, populationsstorlek och möjliga hot saknas. IUCN kategoriserar arten globalt som otillräckligt studerad.